# Тодоричене
Тодоричене (болг. Тодоричене) — село в Болгарии. Находится в Ловечской области, входит в общину Луковит. Население составляет 479 человек.

## Политическая ситуация
В местном кметстве Тодоричене, в состав которого входит Тодоричене, должность кмета (старосты) исполняет Марин  Петков Кунчев (Союз демократических сил (СДС)) по результатам выборов правления кметства.
Кмет (мэр) общины Луковит — Петыр Георгиев Нинчев (независимый) по результатам выборов в правление общины.